# Campionato italiano di calcio da tavolo 1994
Il ventesimo campionato italiano di Subbuteo agonistico (calcio da tavolo) venne organizzano dalla F.I.C.M.S. a Roma nel 1994. Per la prima volta la gara è suddivisa nella categoria "Seniores", nella categoria "Femminile", nella Categoria Under 20 e nella categoria Under 16.

## Risultati

### Categoria Seniores

#### Semifinale
- Baglietto-Carpanese 2-1
- Frignani-Corradi 3-2

#### Finale
- Baglietto-Frignani 2-0

### Categoria Femminile

#### Finale
- Stefania Tretola - Elena Intra 1-1 (4-3 tp)

### Categoria Under 20

#### Finale
- Cristian Filippella - Andrea Dorato 3-1